# Alabama Shakes
Alabama Shakes was een Amerikaanse rockband uit Athens die bestaat sinds 2009. De groep bestaat uit zangeres Brittany Howard, gitarist Heath Fogg, bassist Zac Cockrell, en drummer Steve Johnson.

## Discografie

### Albums
| Album met eventuele hitnotering(en) in de Nederlandse Album Top 100 | Datum van verschijnen | Datum van binnenkomst | Hoogste positie | Aantal weken | Opmerkingen |
| ------------------------------------------------------------------- | --------------------- | --------------------- | --------------- | ------------ | ----------- |
| Alabama Shakes                                                      | 13-09-2011            | -                     |                 |              | ep          |
| Boys & Girls                                                        | 06-04-2012            | 14-04-2012            | 7               | 19           |             |
| Sound & Color                                                       | 21-04-2015            | 25-04-2015            | 4               | 10*          |             |

| Album met hitnotering(en) in de Vlaamse Ultratop 200 albums | Datum van verschijnen | Datum van binnenkomst | Hoogste positie | Aantal weken | Opmerkingen |
| ----------------------------------------------------------- | --------------------- | --------------------- | --------------- | ------------ | ----------- |
| Boys & Girls                                                | 2012                  | 14-04-2012            | 4               | 22           |             |

### Singles
| Single met eventuele hitnotering(en) in de Nederlandse Top 40 | Datum van verschijnen | Datum van binnenkomst | Hoogste positie | Aantal weken | Opmerkingen                 |
| ------------------------------------------------------------- | --------------------- | --------------------- | --------------- | ------------ | --------------------------- |
| Hold on                                                       | 06-02-2012            | 21-04-2012            | tip3            | -            | Nr. 49 in de Single Top 100 |

| Single met hitnotering(en) in de Vlaamse Ultratop 50 | Datum van verschijnen | Datum van binnenkomst | Hoogste positie | Aantal weken | Opmerkingen |
| ---------------------------------------------------- | --------------------- | --------------------- | --------------- | ------------ | ----------- |
| Hold on                                              | 2012                  | 12-05-2012            | 34              | 3            |             |
| Hang loose                                           | 2012                  | 14-07-2012            | tip63*          |              |             |